# 메인 로드
메인 로드(Maine Road)는 과거 맨체스터 시 모스 사이드에 위치했던 축구 전용 경기장이었다. 이 곳은 맨체스터 시티(이하, 맨시티)의 홈 구장이었으며, 1923년에서부터 2003년까지 사용되었다. 과거 메인 로드의 일대는 개 사육장이었지만, 경기장 설립 이후 이 부근은 유명해졌다.
메인 로드에서의 첫 번째 경기는 1923년 8월 25일 셰필드 유나이티드를 상대로 치러졌고, 58,159명의 관중들이 운집하여 홈팀의 2-1 승리를 지켜보았다. 개장 당시에는 잉글랜드에서 가장 큰 경기장이었고, 웸블리 스타디움이 세워진 뒤에는 두 번째로 큰 경기장이었다. 그 규모로 인해 한때 메인 로드는 '북쪽의 웸블리(Wembley of the north)'로 불리기도 했다. 최대 관중 수는 1934년 맨시티와 스토크 시티 FC 경기에서 세워진 84,569명으로, 이는 현재까지 지속되고 있는 잉글랜드 클럽 대항전 최다 관중 기록이다. 또한 2차 대전 종전 후 잠시 이 구장을 홈 구장으로 사용하던 맨체스터 유나이티드는 1948년 아스날과의 리그 홈경기에서 83,260명의 관중을 불러들였는데, 이 역시 현재까지 지속되고 있는 잉글랜드 리그 경기 최다 관중 기록이다. 이후 안전상의 문제와 홈팀의 재정난 등으로 인하여 메인 로드의 규모는 지속적으로 축소되었고, 폐장 당시의 최대 수용 규모는 35,150명이었다.
2003년 맨시티는 메인 로드에서 시티 오브 맨체스터 스타디움으로 홈 구장을 이전했다. 메인 로드의 45,000석으로의 증설도 고려되었지만, 맨시티는 코먼웰스 게임을 위해 신축된 시티 오브 맨체스터 스타디움을 장기간 임차하는 것을 결정하였다. 메인 로드에서의 마지막 경기는 2003년 5월 11일 펼쳐진 맨시티 대 사우스햄튼의 프리미어 리그 경기였다. 입장권은 250파운드가 넘는 고액에 팔려나갔고, 34,957명의 관중이 메인 로드의 마지막을 지키러 모였지만, 사우스햄튼의 미카엘 스벤손이 메인 로드의 마지막 득점자가 되었고, 홈팀은 0-1로 패배하였다. 홈팀의 메인 로드 마지막 득점은 마르크비비앵 푀의 선더랜드를 상대로 한 골이었다(2003년 4월 16일, 3-0 승). 비비앙 푀는 45일 후인 6월 26일 2003년 FIFA 컨페더레이션스컵 경기 중 심장마비로 사망하여, 그의 마지막 골은 더욱 의미깊게 되었다. 다음 해에 이 구장은 철거되었고, 구장의 각종 시설들은 경매로 팔려나갔으며, 현재 일대를 재개발 중이다.

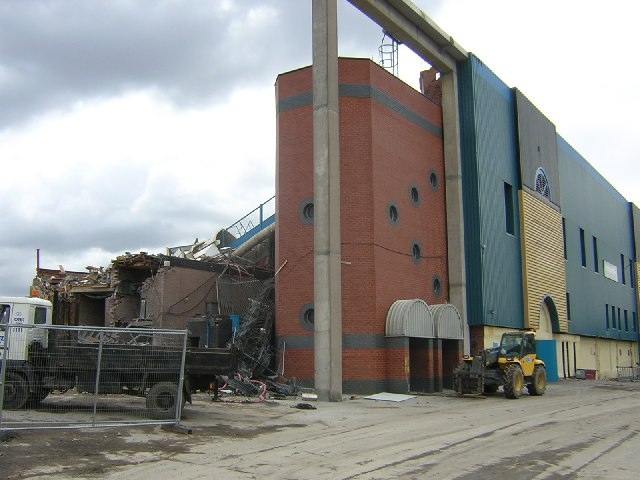
철거 중인 메인 로드

## 같이 보기
- 맨체스터 시티 FC
- 하이드 로드
- 시티 오브 맨체스터 스타디움